# Championnat d'Europe de baseball 1955
Navigation
Édition précédente Édition suivante
Le championnat d'Europe de baseball 1955, deuxième édition du championnat d'Europe de baseball, a lieu du 5 au 10 juillet 1955 à Barcelone, en Espagne. Il est remporté par l'Espagne.